# M. Pathe
La M. Patē Shōkai (M・パテー商会) est une société de production cinématographique japonaise, active au cours des premières années de l'histoire du cinéma au Japon.

## Contexte
La M. Pathe est fondée en 1906 par Shōkichi Umeya, homme d'affaires qui le premier distribue des films en Malaisie et à Singapour puis au Japon. Il prend le nom « M. Pathe » des studios français Pathé Frères bien que sa société n'a aucun lien officiel avec ceux-ci. Umeya construit un studio à Ōkubo dans l'arrondissement Shinjuku de Tokyo, et commercialise des films tels que ceux mettant en vedette les filles kabuki de Nakamura Kasen.
Entrepreneur ambitieux, Umeya envoie des opérateurs en Antarctique pour enregistrer l'expédition de Nobu Shirase, et crée ainsi l'un des premiers documentaires de long-métrage du Japon. Il met en place des spectacles de grande classe, avec de jolies ouvreuses et des prix élevés  tout en utilisant son argent pour financer Sun Yat-sen et la révolution chinoise de 1911.

## Fusion
C'est à l'instigation d'Umeya que la Yoshizawa Shōten, la Yokota Shōkai et la Fukuhōdō fusionnent avec la M. Pathe pour former la Nikkatsu en 1912. Son plan est de prendre ses distances avec la situation financière délicate de la M. Pathe en créant un trust à l'imitation de la Motion Picture Patents Company.